# Hemfosa
Hemfosa är en småort med cirka 100 invånare i södra delen av Västerhaninge socken i Haninge kommun,  Stockholms län.
Där ligger, förutom gles tidigare bebyggelse, även 60 så kallade Hulthstugor, små fritidshus på egna mindre tomter. Cirka en kilometer väster om Hemfosa ligger Transjön som passeras av Sörmlandsledens gren mot Nynäshamn.
Hemfosa pendeltågsstation ligger i Hemfosa.
Namnet Hemfosa är dialekt, där ordet fosa betyder sankmark.